# Pastrmajlija
Pastrmajlija (makedonski: Пастрмалија) je tradicionalno makedonsko jelo iz okolice grad Štipa. Glavni sastojci ovog jela su tijesto i meso. Tradicionalno, pastmajlija ima izduženu formu tijesta na kojem je nadjev od sjeckanih komadića mesa. Ime potiče od makedonske riječi pastrma, što znači usoljeno i sušeno meso od ovce ili janjetine (pastrami i pastirma). Danas, međutim, u restoranima mogu se jesti raznovrsne varijacije ovog jela s dodacima kačkavalja, pečuraki ili slanine. Jelo se uglavnom služi s par ljutih papričica. U čast pastrmajliji, svake godine u Štipu održava se manifestacija „Pastrmalijada“, posvećena ovom jelu. Glavni sastojci jela su brašno, kvasac, sol, meso, mast, mljevena crvena paprika i jaja.

## Vanjske poveznice
- Štipska pastrmajlijada  Arhivirana inačica izvorne stranice od 28. prosinca 2010. (Wayback Machine)